# Mincha
Mincha – w judaizmie codzienna modlitwa popołudniowa. Właściwy czas na minchę zaczyna się od 8 i pół godziny halachicznej od wschodu słońca i trwa aż do jego zachodu.